# Nella Giacomelli
Nella Giacomelli (Lodi, 2 luglio 1873 – Desenzano del Garda, 12 febbraio 1949) è stata un'anarchica e giornalista italiana.

## Biografia
Figlia di Paolo, repubblicano e laico, e di Maria Baggi, monarchica e cattolica, Nella Giacomelli dovette affrontare in gioventù la separazione dei genitori ed il successivo suicidio del padre. Durante il suo percorso scolastico, che la portarono a diplomarsi come maestra, conobbe e divenne amica di Ada Negri, a cui restò legata anche in età adulta.
Oltre ad  dapprima a Maslianico e poi a Cocquio, divenne attivista politica, collaborando con giornali e riviste socialiste. Avvicinatasi a posizioni anarchiche si allontanò dalla madre ed entrata in contrasto con l'amministrazione comunale di Cocquio, si dimise da insegnante.
Trasferitasi a Milano, divenne intorno al 1900 istitutrice dei figli del chimico ed anarchico Ettore Molinari, divenendone in seguito anche la compagna.
Attiva su numerosi giornali e riviste di stampo anarchico, conobbe e divenne amica di Leda Rafanelli e Giuseppe Monnanni.
La sua attività politica si intensificò all'approssimarsi dello scoppio della prima guerra mondiale, sostenendo posizioni antimilitariste e pacifiste. Venne arrestata il 30 aprile 1916 in quanto una delle organizzatrici di una manifestazione di donne contro la guerra, che si sarebbe dovuta tenere il giorno dopo a Milano.
All'avvento del fascismo dovette diminuire la sua attività politica. Nel maggio 1928 insieme ai figli di Molinari venne arrestata a causa di un loro possibile coinvolgimento in un attentato ai danni di Benito Mussolini e per i loro contatti con l'anarchico Camillo Berneri. La Giacomelli venne a scarcerata ad agosto grazie all'intervento di Ada Negri in suo favore presso il Duce.
Rilasciata, la Giacomelli interruppe ogni attività politica.